# Сатжан, Динара Жанабаевна
Динара Жанабаевна Сатжан (род. 21 сентября 1982, пос. Жанаарка, Карагандинская обл.) — казахстанская журналистка, телеведущая, предпринимательница, fashion-продюсер, владелица сети казахстанских мультибрендовых магазинов, а также бренда «Dinara Satzhan», блогер. Широкую известность получила будучи ведущей новостей на телеканале «Хабар». Победительница конкурса «Миссис Казахстан-2008», автор и ведущая программ «Статус QUO» Видео на YouTube и «Sky Студия» Видео на YouTube на телеканале «Астана». В 2017 году будучи советником Председателя Правления ТРК «Казахстан» занималась ребрендингом Национального телеканала «Qazaqstan».
С 2019 года является членом Общественного совета г. Астана, а также партнёром проекта «Kazakhstan Fashion Week» в Астане.
Автор и ведущая YouTube-проекта «#НЕМИШЛЕН с Динарой Сатжан» Видео на YouTube .

## Биография
Происходит из рода аргын.

### Родители
Мама — Акмарал Токанова и папа — Жанабай Сатжан. В семье трое детей: Динара, Раджив и Рауан.

### Детство и юность
Детство Динары прошло в поселке Жана-Арка до начала 1990-х.
Родители всегда давали свободу и поддерживали её начинания. В 18 лет папа купил Динаре первый автомобиль за выход собственной телевизионной программы «Music Station».
Динара всегда была ответственным ребёнком. В семь лет её отправляли за продуктами и давали карманные деньги. Динара их экономила и собирала, а позже из накопленных средств делала родителям подарки. В двенадцатилетнем возрасте девочка присматривала за младшими братьями.
Глядя, как дочка играет во дворе, родители заметили её организаторские способности и тягу к коммуникации. Динара легко собирала детей для совместных игр, проводила импровизированные концерты. Дома Динара проводила конкурсы, говорила тосты за распитием чая, никогда не стеснялась публики и сцены.
Динара училась в Казахском национальном университете имени Аль-Фараби (КазНУ).

### Первая известность
На первом курсе стала работать на телерадиокомпании «Шахар». Там она вела музыкальную передачу Music Station.

## Карьера

### Карьера в журналистике и на телевидении
В 2003 году Динара начала работать репортем и ведущей новостей на канале «Южная столица».
В 2006 году Динара по приглашению телеканала «Астана» переехала в столицу и проработала в новостной передаче этого канала до 2008 года. В тот же год она стала победительницей национального конкурса «Миссис Казахстан-2008».
В конце 2008 года Динара перешла на ту же должность на ТРК «Хабар», где вела новости до 2012 года.
В 2012 году Динара Сатжан запустила проект «Статус-QUO», где интервьюировала звезд политики, бизнеса, спорта. Программа была очень рейтинговая. Через два года в 2014 году она запустила проект «Sky-студия», соведущей которого стала Баян Максаткызы.
С 2012 года Динара неизменный ведущий проекта «Мисс Казахстан».
В 2011 году Динара записала песню «Закаты и Рассветы» и сняла клип на острове Шри-Ланка Видео на YouTube.
Динара Сатжан спела дуэтом с певцом Иваном Бреусовым в проекте «Екi жулдыз».
В 2012 г. Опубликовала на yvision пост с запуском первого выпуска программы «Status QUO» с Ермухаметом Ертысбаевым.

### Карьера модельера
В 2017 году фэшн-продюсер решилась открыть свою линию одежды. Вместе с креативным директором, выпускником лондонского Сент-Мартин Бауыржаном Сагиевым они представили свою первую коллекцию на Mercedes-Benz Fashion Week в Москве. Коллекция была посвящена 95-летию со дня рождения великой казахской певицы Розы Баглановой. Всего за год марка одежды «Dinara Satzhan» стала узнаваемой среди молодых современных девушек Казахстана. Бренд был также представлен в Париже и на Kazakhstan Fashion Week в Алматы.

### Бизнес
С 2010 года по настоящее время Динара является владельцем шоу-румов казахстанских дизайнеров.
В начале 2015 года Динара открыла обучающий центр «Beauty room D.Satzhan», где можно было пройти курсы парикмахерского искусства, визажа, маникюра и массажа. Некоторый период времени пробовала издавать свои журнал и газету.
Владелица магазинов «Aida KaumeNOVA», «Red Carpet» и «Dinara Satzhan Fashion Group».
Совладелица отеля «Монако» в городе Астана.
Средний заработок Динары Сатжан составляет около 200 тысяч долларов в год.

#### Текущие проекты
1. Бренд одежды Dinara Satzhan
2. Мультирендовый магазин одежды[9]
3. Апарт-отель «Monaco»
4. Онлайн-курсы на «Личный бренд. Метод Динары Сатжан» и «Fashion-курс Динары Сатжан»[10]
5. YouTube-проект «#НЕМИШЛЕН с Динарой Сатжан» Видео на YouTube

## Популярность в Интернете
- Страница Instagram — 1,6 миллион подписчиков.
- Аккаунт Facebook — 21 тысяч подписчиков.
- Канал на YouTube — 116 тысяч подписчиков.

## Семья
У Динары двое детей, старший сын Даниал и дочь Диана. В 2025г. Вышла замуж за известного предпринимателя Жумабека Жанкулова.

## Работа на телевидении
| Год       | Должность                       | Название      | Телеканал       |
| --------- | ------------------------------- | ------------- | --------------- |
| 2001-2003 | Ведущая                         | Music station | Шахар           |
| 2003-2005 | Репортер и ведущая новостей     | Новости       | Южная Столица   |
| 2005-2008 | Ведущая и корреспондент         | Новости       | Астана          |
| 2008-2012 | Ведущая новостей                | Новости       | Хабар           |
| 2012-2014 | Автор и ведущая проекта         | «Status QUO»  | Астана          |
| 2014-2016 | Автор и ведущая проекта         | «Sky-студия»  | Астана          |
| 2017-2019 | Советник Председателя Правления | -             | ТРК «Казахстан» |